# Eduard Ionescu
Andrei Eduard Ionescu (Buzău, 9 november 2004) is een Roemeens professioneel tafeltennisser. Hij speelt rechtshandig met de shakehandgreep.